# Elezioni governatoriali nell'oblast' di Belgorod del 2017
Le elezioni governatoriali nell'oblast' di Belgorod del 2017 si sono tenute il 10 settembre.

## Risultati
| Candidati                             | Liste                                     | Voti    | %     |
| ------------------------------------- | ----------------------------------------- | ------- | ----- |
| Evgenij Stepanovič Savčenko           | Russia Unita                              | 466.971 | 69,29 |
| Stanislav Gennad'evič Panov           | Partito Comunista della Federazione Russa | 107.504 | 15,95 |
| Kostantine Aleksandrovič Klimaševskij | Partito Liberal-Democratico di Russia     | 54.842  | 8,14  |
| Ėduard Evgen'evič Čausov              | Partito dei Veterani di Russia            | 28.707  | 4,26  |
| Totale                                | Totale                                    | 658.024 |       |
| Voti non validi                       | Voti non validi                           | 15.941  | 2,37  |
| Totale                                | Totale                                    | 673.965 | 100   |